# Nyssodrysternum zonatum
Nyssodrysternum zonatum là một loài bọ cánh cứng trong họ Cerambycidae.